# Кар (грузинська літера)
Кар (ყარ, [qar]) — двадцять четверта літера грузинської абетки.
Приголосна літера. Позначає звук [qʼ]. За міжнародним стандартом ISO 9984 транслітерується як q.

## Історія
| Асомтаврулі | Нусхурі | Мхедрулі |
| ----------- | ------- | -------- |
|             |         |          |

## Юнікод
- ყარ, [qar]
- ყ : U+10E7